# Pidonia propinqua
Pidonia propinqua är en skalbaggsart som beskrevs av Aleksandr Sergeievich Danilevsky 1993. Pidonia propinqua ingår i släktet Pidonia och familjen långhorningar. Inga underarter finns listade i Catalogue of Life.